# 誘惑 (1990年のテレビドラマ)
『誘惑』（ゆうわく）は、TBS系列で1990年4月13日から6月29日に「金曜ドラマ」枠で放送されたテレビドラマ。全12回。主演は篠ひろ子。『木曜日の食卓』や『カミさんの悪口』シリーズと同じく中年夫婦をテーマにしたテレビドラマである。

## 概要
- 連城三紀彦の小説「飾り火」を原作とする。

## キャスト
- 藤家（西ノ幡）美冴：篠ひろ子
- 佳沢妙子：紺野美沙子
- 藤家雄介：吉田栄作
- 藤家叶美：西尾麻里
- 大野幸江：渡辺えり子
- 久保田玲子：田島令子
- 大杉夫人：上月左知子
- 田口保子：泉晶子
- 沢井専務：鈴木瑞穂
- 奥山隆：池田火斗志
- 岸森博：そのまんま東
- 金沢の女：風祭ゆき
- 野上明：谷村隆之
- 大津プリンスホテルベルボーイ：岡田孝義
- 金沢国際ホテルフロント：古山忠良
- 客：掛田誠
- 石津真佐代：長山洋子
- 村木征二：宇都宮隆
- 藤家芳行：林隆三
- 吉原緑里

## エピソード
- 最終回において、林隆三演じる藤家芳行が吉本隆明の『信頼』の一節を朗読しているシーンがある。

## スタッフ
- 原作：連城三紀彦「飾り火」（毎日新聞社刊）
- 脚本：荒井晴彦、奥寺佐渡子、中園健司
- 主題歌：山下達郎「Endless Game」
- 挿入歌：ジプシー・キングス「passion」 ※クレジットテロップなし
- プロデューサー：近藤邦勝
- 演出：清弘誠、山泉脩、近藤邦勝
- タイトルイメージ：ジェームス・リジィ、石茂雄
- 技術：本木明博
- カメラ：山口泰博、白井昭至
- 照明：倉本輝彦、米山仁、野村修司、樫本雅弘
- 調整：江川英男
- 音声：片岡博司、渡辺秀治、佐藤幸信、渡辺学
- 音響：西村喜雄
- 選曲：御園雅也、山内直樹
- 編集：佐藤陽士、小幡正人、鉄尾直司、山下雅史
- 美術製作：吉田元昭、山田守
- デザイン：石田道昭
- 化粧：森崎須磨子、浜地幸恵
- 衣装：岸靖彦
- 制作補：桐ヶ谷嘉久
- 演出補：北村信彦、竹内秀男、飯島真一、横井裕典、四本泰三
- 記録：八木美智子、堀恵麻、稲葉明子
- ロケ担当：大沢稔、里森謙親
- スタイリスト：安斎美紀子、平井千香
- 装飾：宮代政明、相田伸一
- 協力：東通、緑山スタジオ・シティ、高橋レーシング、装道きもの学院
- 撮影協力：金沢国際ホテル、大津プリンスホテル、浮御堂（海門山満月寺）

## サブタイトル
| 回数 | 放送日        | サブタイトル       | 脚本                 | 演出     |
| ---- | ------------- | ------------------ | -------------------- | -------- |
| 1    | 1990年4月13日 | 家庭に生まれた秘密 | 荒井晴彦             | 近藤邦勝 |
| 2    | 1990年4月20日 | 家庭すてられる?    | 荒井晴彦             | 近藤邦勝 |
| 3    | 1990年4月27日 | 男友達との旅へ!    | 荒井晴彦             | 清弘誠   |
| 4    | 1990年5月4日  | 宿泊カードの謎!    | 荒井晴彦             | 清弘誠   |
| 5    | 1990年5月11日 | あなたを壊す!      | 荒井晴彦             | 山泉脩   |
| 6    | 1990年5月18日 | ピンクの手紙!      | 荒井晴彦、奥寺佐渡子 | 山泉脩   |
| 7    | 1990年5月25日 | 夏の日の恋!        | 荒井晴彦、中園健司   | 近藤邦勝 |
| 8    | 1990年6月1日  | 家庭の破滅!!       | 荒井晴彦             | 清弘誠   |
| 9    | 1990年6月8日  | 妻の復しゅう(1)    | 荒井晴彦             | 清弘誠   |
| 10   | 1990年6月15日 | 妻の復しゅう(2)    | 荒井晴彦             | 山泉脩   |
| 11   | 1990年6月22日 | 妻の復しゅう(3)    | 荒井晴彦             | 山泉脩   |
| 12   | 1990年6月29日 | 妻の最期の決断     | 荒井晴彦             | 近藤邦勝 |